# Moonsorrow
I Moonsorrow sono una band folk-viking metal finlandese nata nel 1995.

## Storia del gruppo

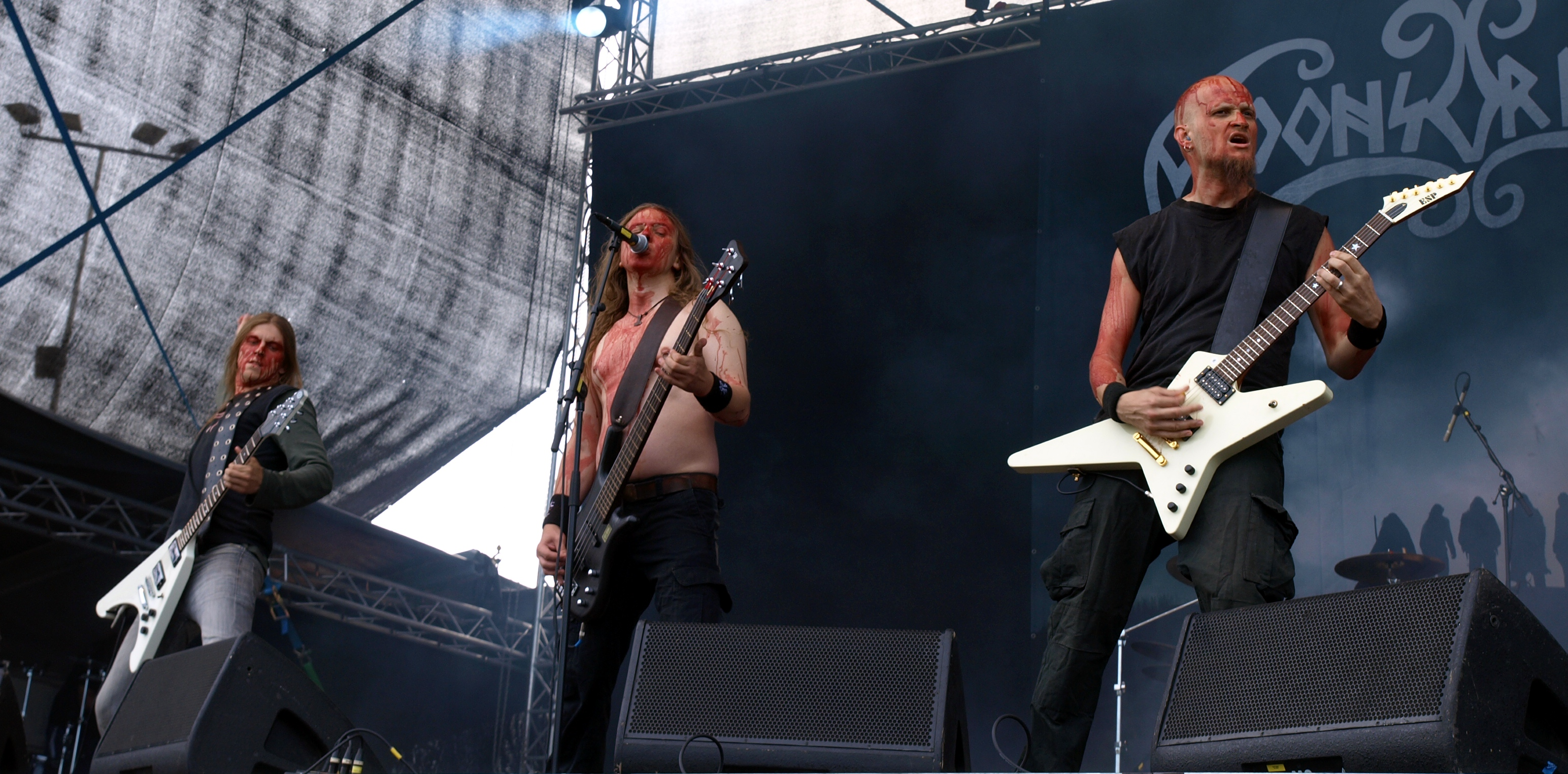
I Moonsorrow al Myötätuulirock 2011

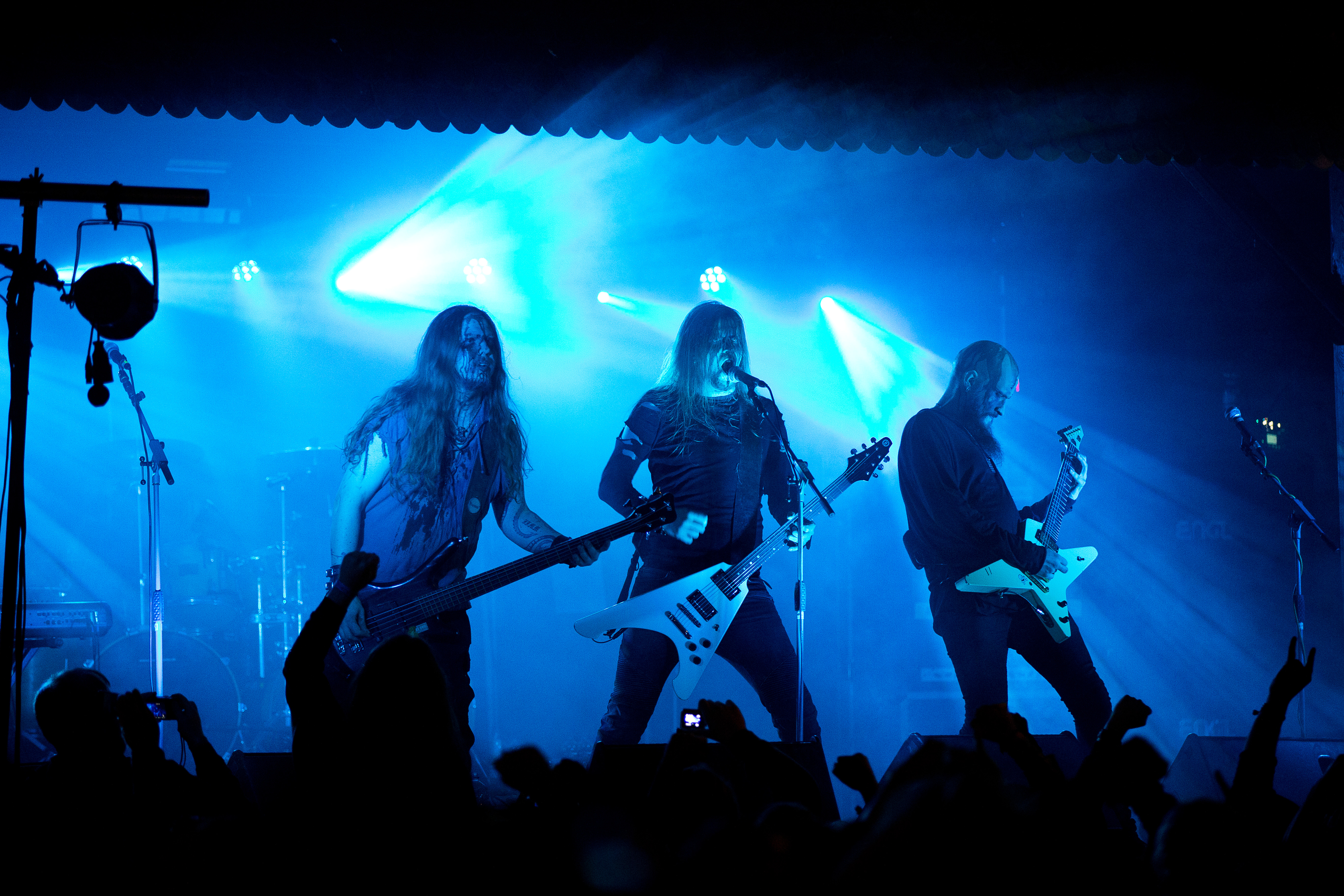
I Moonsorrow al Dark Troll Open Air 2016

Formatisi ad Helsinki nel 1995 grazie a due cugini (i Sorvali), i Moonsorrow sono entrati nella scena metal con tre album, fra cui Suden Uni (Il sogno del lupo) che è stato registrato all'inizio del 2000 e Tämä Ikuinen Talvi (Questo Inverno Infinito) che è una re-release di un demo del 1999.
Suden Uni è stato ben accolto dai fan e dalla critica al giusto mix fra elementi pagani finlandesi e folk.
Con l'arrivo di Mitja Harvilahti e Lord Eurén, i Moonsorrow hanno iniziato i loro primi concerti e prodotto Voimasta Ja Kunniasta (Di Forza e D'Onore) alla fine del 2001. Il grande successo arrivò con la release del 2003 intitolata Kivenkantaja (Il portatore di pietre). Nel 2005 hanno pubblicato il loro quinto album, Verisäkeet (Versi di sangue). Il 15 gennaio 2007 è uscito l'album Viides Luku - Hävitetty (Capitolo Quinto: Devastato). Il 30 aprile 2008 è uscito il primo EP, Tulimyrsky (Tempesta di fuoco), che ha raggiunto la seconda posizione nelle classifiche finlandesi. Dopo quasi 4 anni dall'ultimo album, esce il 21 febbraio 2011 nel Regno Unito Varjoina Kuljemme Kuolleiden Maassa (Come Ombre Camminiamo nella Terra dei Morti).
A distanza di quattro anni dall'ultimo lavoro in studio, viene annunciata l'uscita del settimo album prevista per il 1º aprile 2016. Jumalten aika (Il Tempo degli Dei) è un disco composto da 5 brani che segnano un ritorno a vecchie sonorità black metal, ma senza tuttavia abbandonare lo stampo pagano caratteristico della band.

## Membri
- Henri Sorvali - chitarra, tastiera, voce
- Ville Sorvali - basso, voce
- Mitja Harvilahti - chitarra
- Lord Eurén - tastiera
- Marko Tarvonen - batteria

## Discografia

### Album in studio
- 2001 - Suden Uni
- 2001 - Voimasta Ja Kunniasta
- 2003 - Kivenkantaja
- 2005 - Verisäkeet
- 2007 - Viides Luku - Hävitetty
- 2008 - Tulimyrsky
- 2011 - Varjoina Kuljemme Kuolleiden Maassa
- 2016 - Jumalten Aika

### Demo
- 1997 - Metsä
- 1999 - Tämä Ikuinen Talvi